# Andrea Longo (narciarz)
Andrea Longo (ur. 16 listopada 1971 w Cavalese) – włoski narciarz klasyczny, specjalista kombinacji norweskiej, zawodnik klubu GS Fiamme Oro.

## Kariera
W Pucharze Świata Andrea Longo zadebiutował 15 grudnia 1990 roku w Trondheim, zajmując 54. miejsce w zawodach metodą Gundersena. Pierwsze pucharowe punkty zdobył jednak dopiero 28 lutego 1992 roku w Lahti, gdzie był czwarty w Gundersenie. W klasyfikacji generalnej sezonu 1991/1992 zajął ostatecznie 19. pozycję. Najlepsze wyniki w Pucharze Świata osiągnął w sezonie 1996/1997, który ukończył na piętnastym miejscu. Wtedy też po raz pierwszy i zarazem ostatni w karierze stanął na podium zawodów pucharowych, zajmując drugie miejsce w Gundersenie 14 stycznia 1997 roku w Val di Fiemme. Longo pojawiał się także w zawodach Pucharu Świata B, między innymi siedmiokrotnie stając na podium i odnosząc trzy zwycięstwa.
Pierwszą imprezą seniorską w jego karierze były Mistrzostwa Świata w Falun w 1993 roku, gdzie wraz z kolegami zajął szóste miejsce w drużynie. Na imprezach tego cyklu startował aż do Mistrzostw Świata w Val di Fiemme w 2003 roku, jednak nigdy już nie zajął tak wysokiego miejsca. W 1994 roku brał udział w Igrzyskach Olimpijskich w Lillehammer, gdzie indywidualnie zajął 44. miejsce w konkursie metodą Gundersena, a w sztafecie był jedenasty. Cztery lata później, podczas Igrzysk Olimpijskich w Nagano wystąpił tylko w Gundersenie plasując się na 22. pozycji. W 2003 roku postanowił zakończyć karierę.

## Osiągnięcia

### Igrzyska Olimpijskie
| Miejsce | Dzień     | Rok  | Miejscowość | Konkurencja           | Wynik zwycięzcy | Strata       | Zwycięzca           |
| ------- | --------- | ---- | ----------- | --------------------- | --------------- | ------------ | ------------------- |
| 44.     | 19 lutego | 1994 | Lillehammer | Gundersen K-90/15 km  | 39:07.9 min     | +11:41.2 min | Fred Børre Lundberg |
| 11.     | 24 lutego | 1994 | Lillehammer | Sztafeta K-90/3x10 km | 1:22:51.8 h     | +22:20.3 min | Japonia             |
| 22.     | 14 lutego | 1998 | Nagano      | Gundersen K-90/15 km  | 41:21.1 min     | +4:05.1 min  | Bjarte Engen Vik    |

### Mistrzostwa świata
| Miejsce | Dzień     | Rok  | Miejscowość   | Konkurencja           | Wynik zwycięzcy | Strata       | Zwycięzca        |
| ------- | --------- | ---- | ------------- | --------------------- | --------------- | ------------ | ---------------- |
| 6.      | 19 lutego | 1993 | Falun         | Sztafeta K-90/3x10 km | 1:19:25.7 h     | +11:09.8 min | Japonia          |
| 35.     | 27 lutego | 1999 | Ramsau        | Sprint K-90/7.5 km    | 17:48.4 min     | ?            | Bjarte Engen Vik |
| 37.     | 15 lutego | 2001 | Lahti         | Gundersen K-90/15 km  | 39:26.7 min     | ?            | Bjarte Engen Vik |
| 35.     | 24 lutego | 2001 | Lahti         | Sprint K-116/7.5 km   | 19:40.3 min     | ?            | Marko Baacke     |
| 39.     | 21 lutego | 2003 | Val di Fiemme | Gundersen K-95/15 km  | 37:54.2 min     | +7:27.5 min  | Ronny Ackermann  |
| 11.     | 24 lutego | 2003 | Val di Fiemme | Sztafeta K-95/4x5 km  | 47:23.9 min     | +11:03.1 min | Austria          |
| 39.     | 28 lutego | 2003 | Val di Fiemme | Sprint K-120/7.5 km   | 18:47.8 min     | +2:42.2 min  | Johnny Spillane  |

### Puchar Świata

#### Miejsca w klasyfikacji generalnej
- sezon 1990/1991: -
- sezon 1991/1992: 19.
- sezon 1992/1993: 26.
- sezon 1993/1994: 30.
- sezon 1994/1995: 30.
- sezon 1995/1996: 15.
- sezon 1996/1997: 19.
- sezon 1997/1998: 39.
- sezon 1998/1999: 38.
- sezon 1999/2000: 37.
- sezon 2000/2001: 27.

#### Miejsca na podium chronologicznie
| Nr | Data             | Miejscowość   | Konkurencja         | Wynik zwycięzcy | Pozycja | Strata | Zwycięzca      |
| -- | ---------------- | ------------- | ------------------- | --------------- | ------- | ------ | -------------- |
| 1. | 14 stycznia 1997 | Val di Fiemme | Gundersen K90/15 km | ?               | 2.      | ?      | Samppa Lajunen |

### Puchar Kontynentalny

#### Miejsca w klasyfikacji generalnej
- sezon 1998/1999: -
- sezon 2001/2002: 59.
- sezon 2002/2003: 19.

#### Miejsca na podium chronologicznie
| Nr | Data             | Miejscowość            | Konkurencja          | Wynik zwycięzcy | Pozycja | Strata | Zwycięzca           |
| -- | ---------------- | ---------------------- | -------------------- | --------------- | ------- | ------ | ------------------- |
| 1. | 9 stycznia 1999  | Garmisch-Partenkirchen | Gundersen K115/15 km | ?               | 1.      | -      | -                   |
| 2. | 10 stycznia 1999 | Garmisch-Partenkirchen | Sprint K115/7.5 km   | ?               | 1.      | -      | -                   |
| 3. | 15 stycznia 1999 | Chamonix               | Gundersen K120/15 km | ?               | 2.      | ?      | Lars Andreas Østvik |
| 4. | 17 stycznia 1999 | Chamonix               | Sprint K120/7.5 km   | ?               | 3.      | ?      | Robert Stadelmann   |
| 5. | 21 stycznia 1999 | Lake Placid            | Sprint K120/7.5 km   | ?               | 1.      | -      | -                   |
| 6. | 22 stycznia 1999 | Lake Placid            | Sprint K120/7.5 km   | ?               | 3.      | ?      | Sebastian Haseney   |
| 7. | 24 stycznia 1999 | Lake Placid            | Gundersen K120/15 km | ?               | 3.      | ?      | Kouji Takasawa      |

### Letnie Grand Prix

#### Miejsca w klasyfikacji generalnej
- 2000: 43.
- 2002: -

#### Miejsca na podium chronologicznie
Longo nigdy nie stał na podium indywidualnych zawodów LGP.